# Barbara Worth
Pour les articles homonymes, voir Worth.
Barbara Worth (née le 6 janvier 1906 à Columbus (Ohio),  morte le 15 février 1955 à Santa Monica en Californie) est une actrice et scénariste américaine.

## Filmographie

### Actrice
- 1923 : An Old Sweetheart of Mine

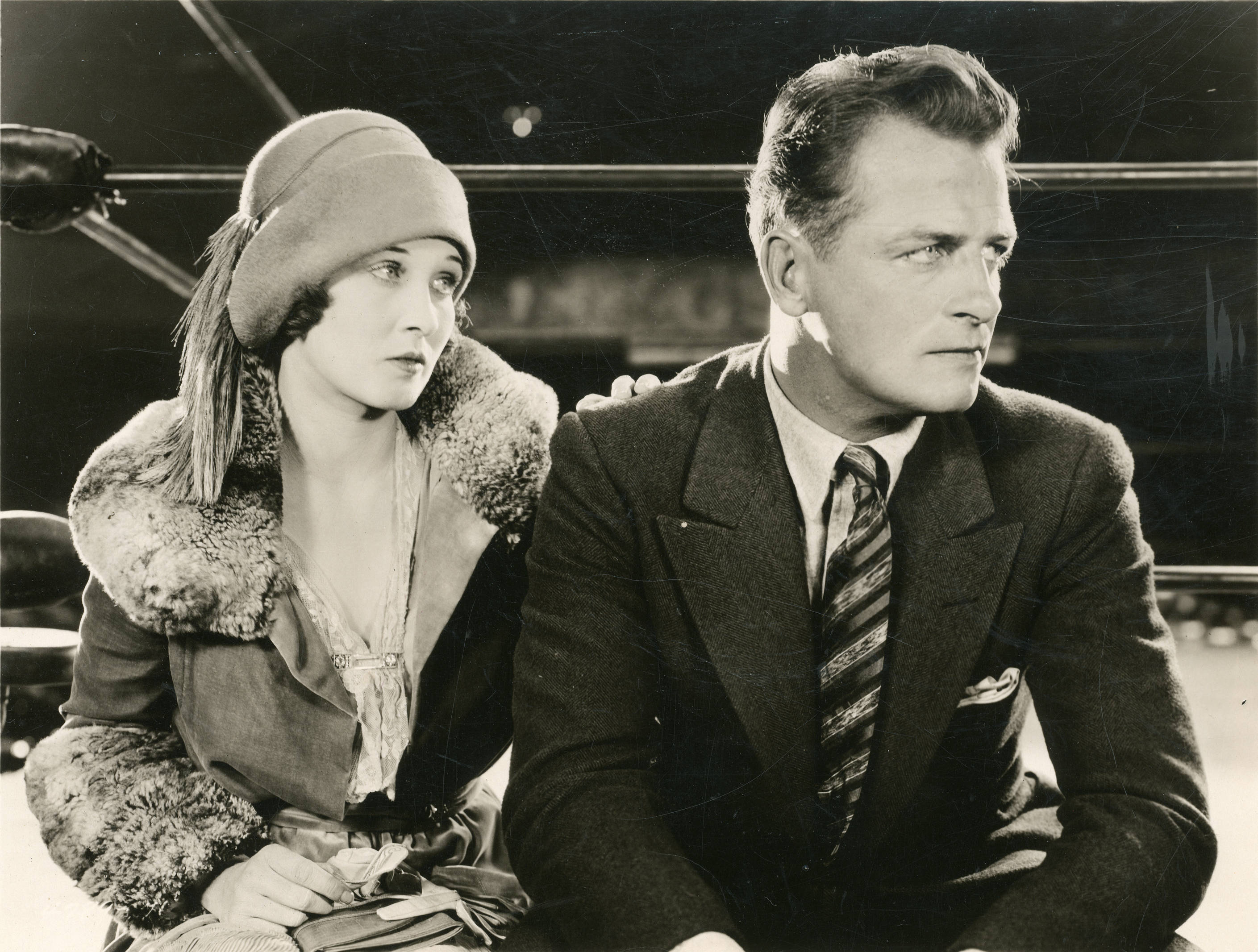
Barbara Worth avec Reginald Denny, photo extraite du film On Your Toes (1927).

- 1926 : Broken Hearts of Hollywood
- 1927 : Le Roi de la prairie (The Prairie King)
- 1927 : Le Champion improvisé (Fast and Furious)
- 1927 : Le Fils de Kid Roberts (On Your Toes) de Fred C. Newmeyer
- 1928 : The Fearless Rider (en)
- 1929 : Plunging Hoofs (en)
- 1929 : The Prince of Hearts
- 1929 : The Bachelor's Club
- 1929 : Fury of the Wild
- 1929 : Below the Deadline
- 1931 : Valley of Badmen (en)
- 1931 : Lightnin' Smith Returns (en)
- 1934 : Fighting Trooper (en)
- 1935 : Racing Luck (en)
- 1935 : Reckless
- 1935 : Men of Action (en)
- 1935 : I Live My Life

### Scénariste
- 1947 : Dragnet (en)
- 1948 : The Counterfeiters (en)
- 1949 : Zamba (en)

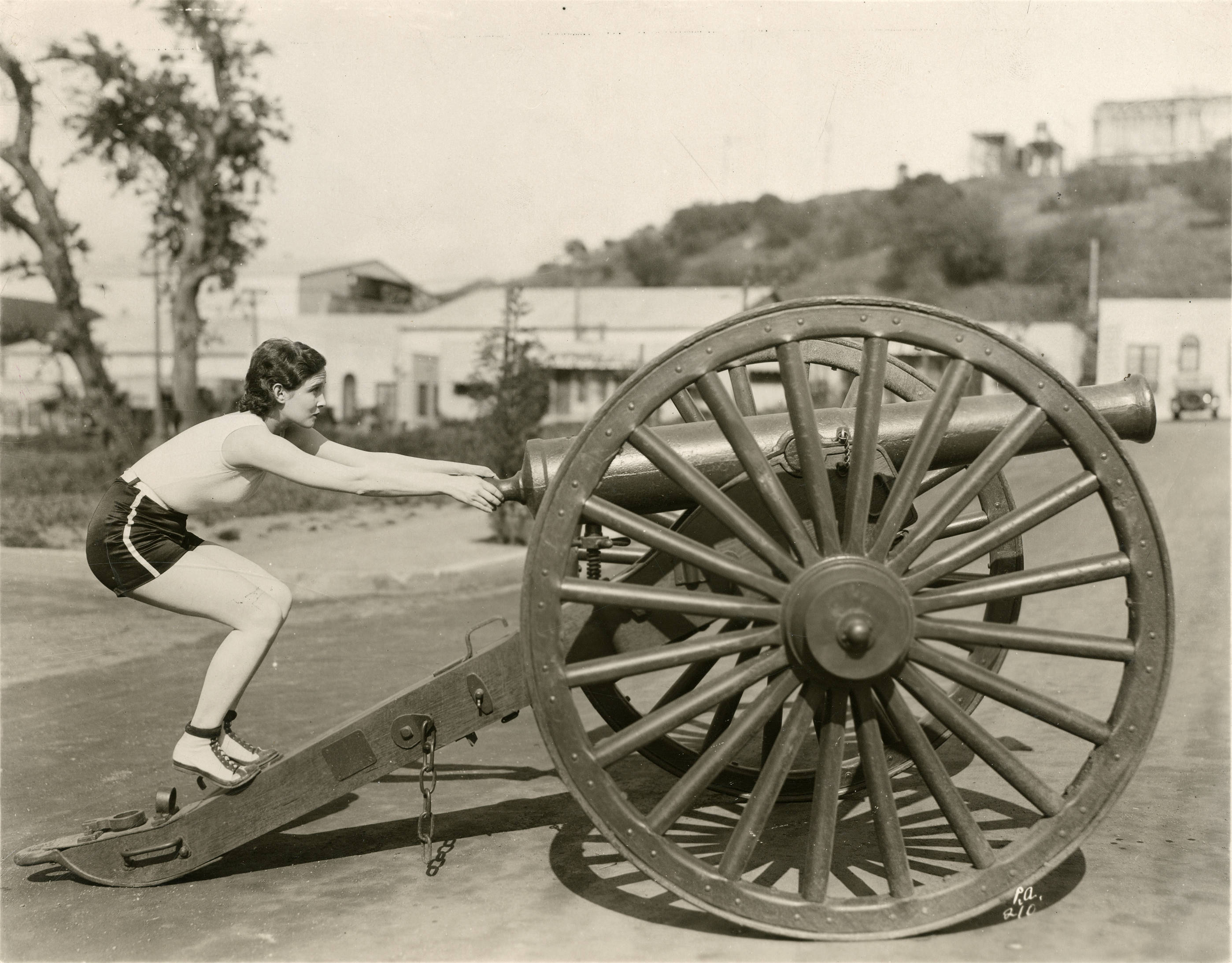
Barabara Worth (1927)
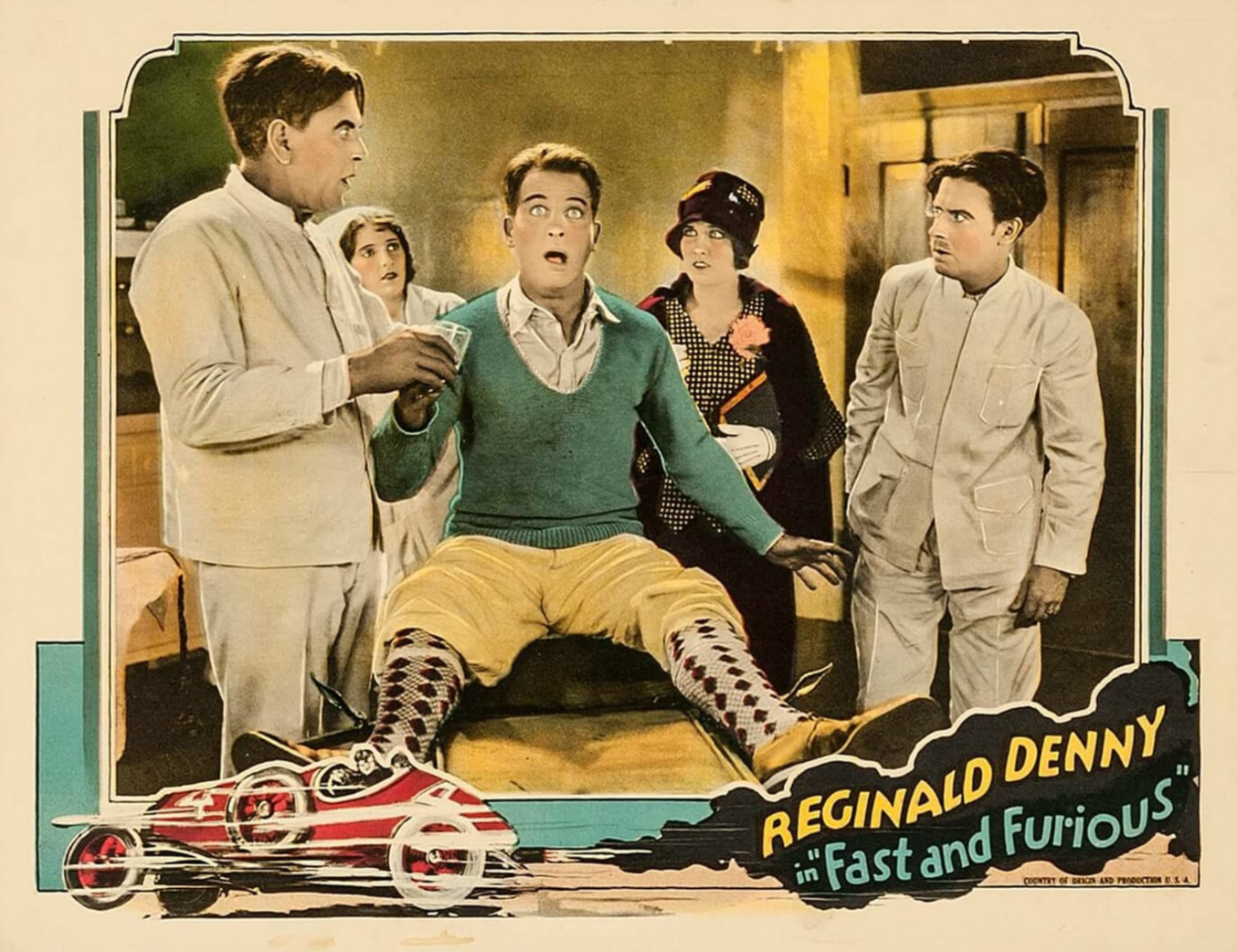
Le Champion improvisé (Fast and Furious)
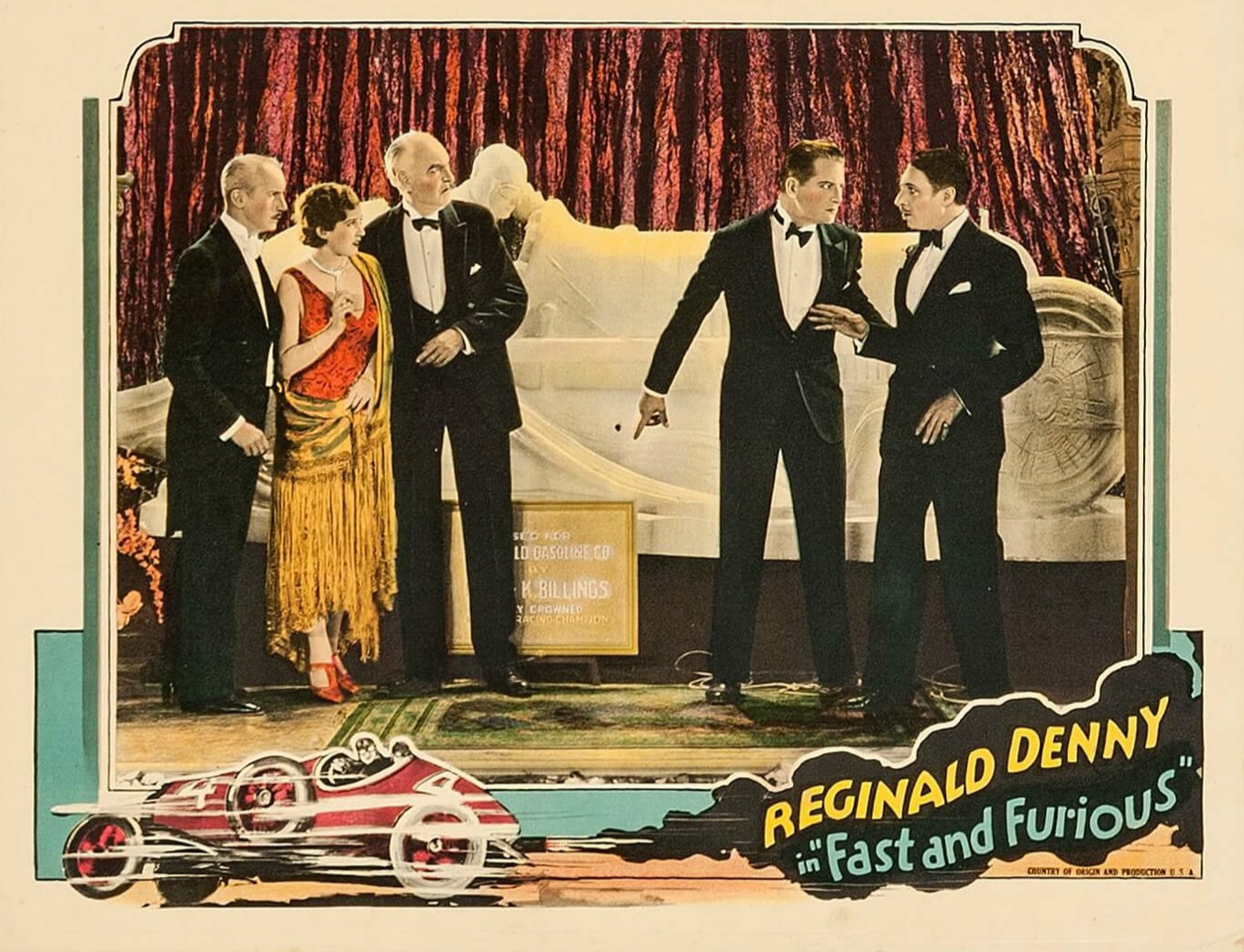